# ميبل
ميبل Meppel  مدينة وبلدية هولندية تقع في الشمال الشرقي للبلاد بمقاطعة درينته.

## طوبوغرافيا
خريطة طوبوغرافية هولندية لبلدية ميبل، 2013.

## معرض صور

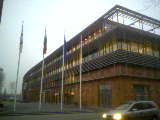
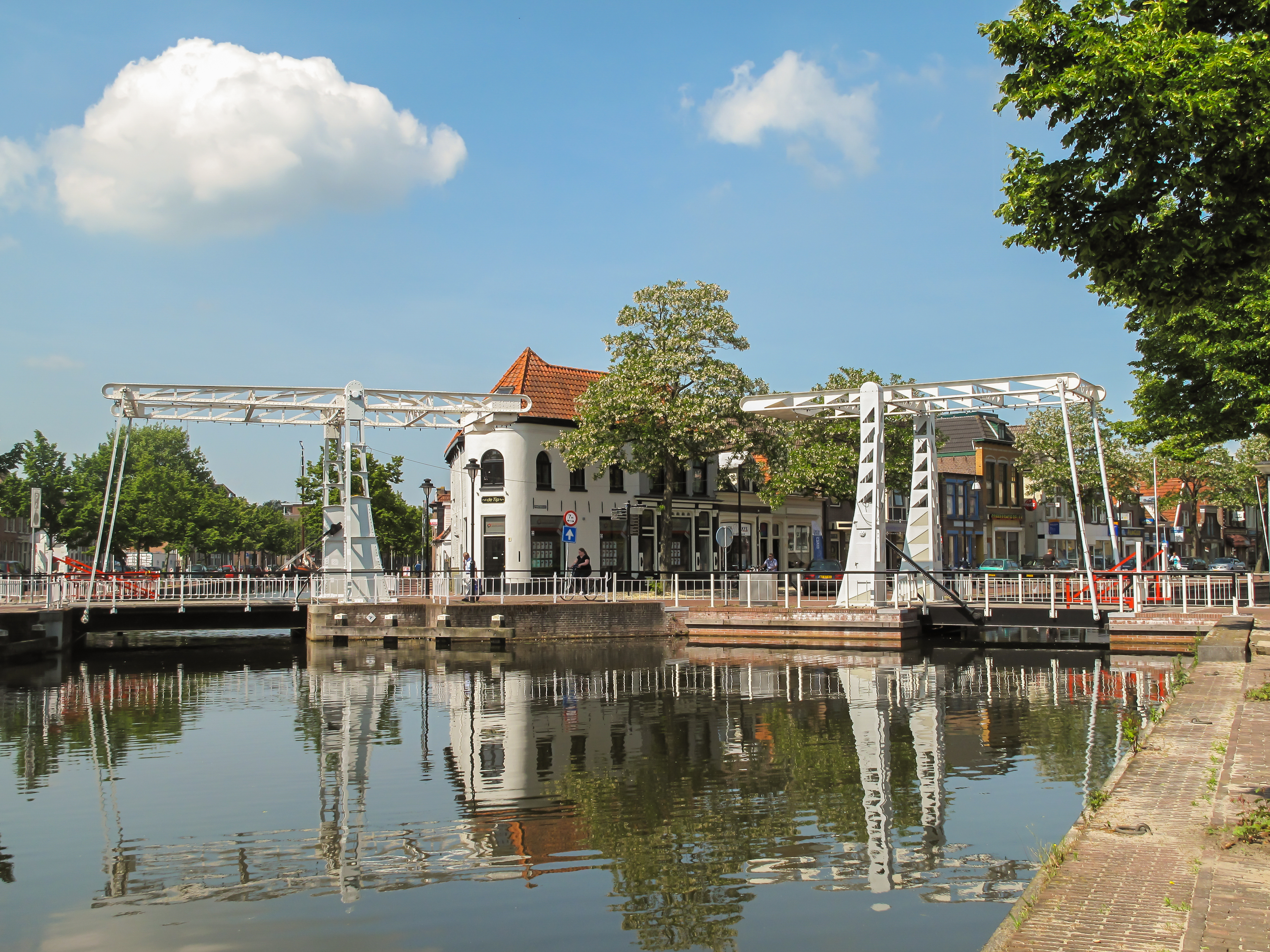
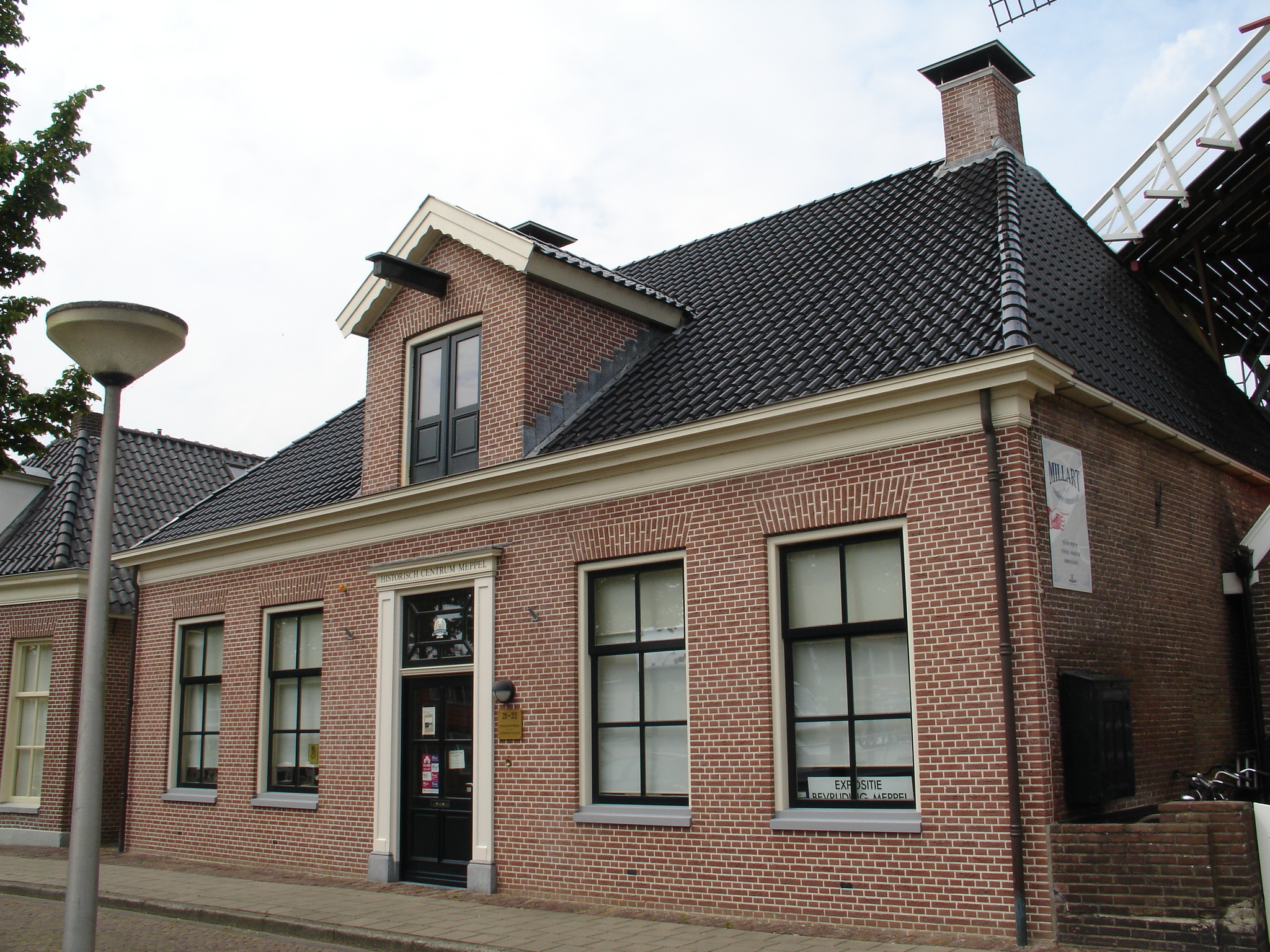
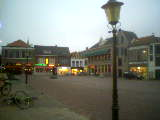
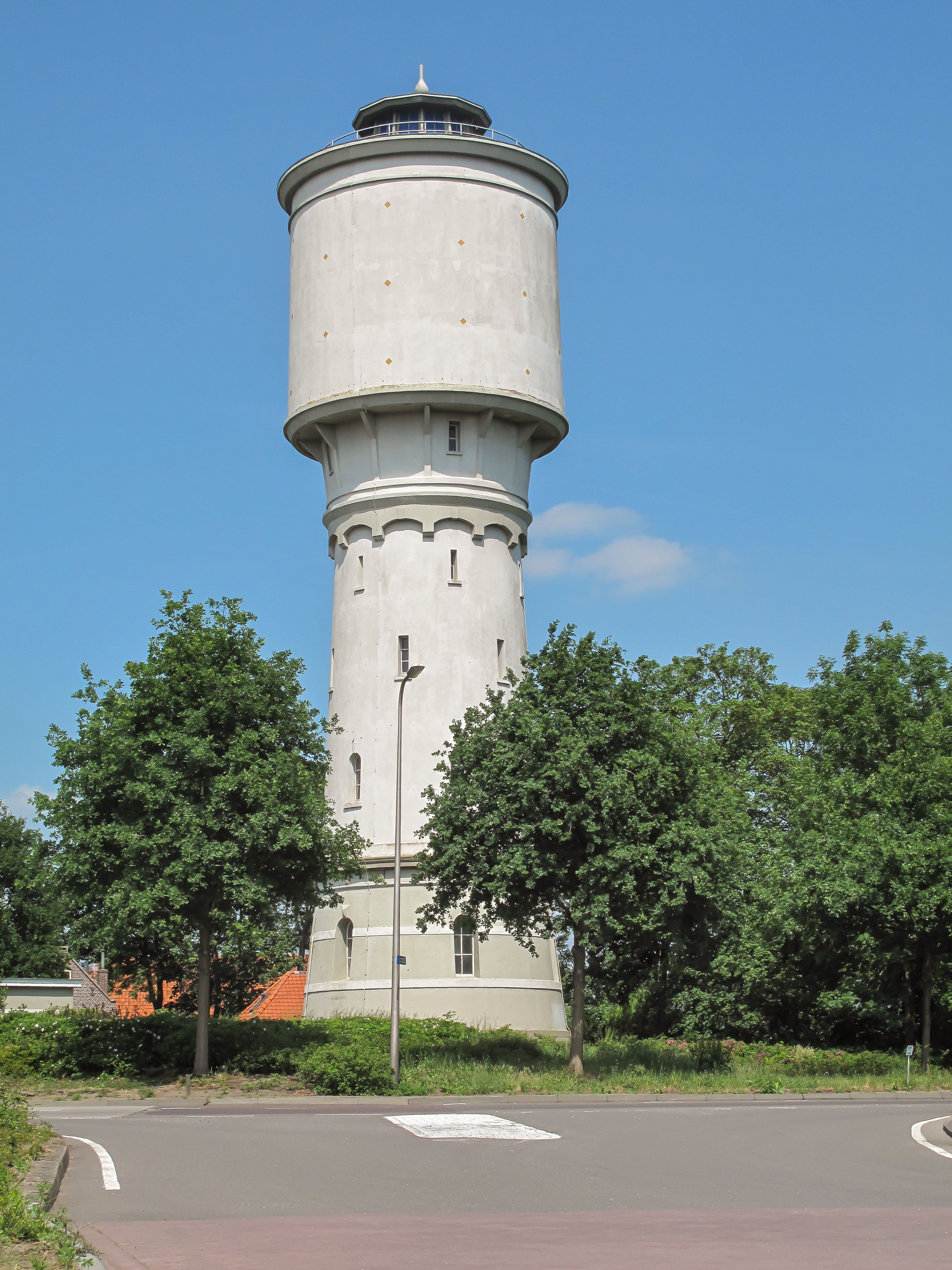

## أعلام
- ويليم بيترز
- جان فان دير فيين